# Ophiodoris errans
Ophiodoris errans is een slangster uit de familie Ophionereididae.
De wetenschappelijke naam van de soort werd in 1904 gepubliceerd door René Koehler.